# White Dawg
White Dawg, auch WhiteDawg oder ehemals M. C. B. (* in Birmingham, Alabama; eigentlich Billy Allsbrook Jr.), ist ein US-amerikanischer Crunk-Rapper, Produzent und Geschäftsmann aus Fort Lauderdale, Florida. Seine Veröffentlichungen schließen den 1999 Top-20-Hit (US-Charts) Restless und sein Debütalbum Thug Ride ein. White Dawg produzierte unter anderem für Hip-Hop-Künstler, wie Pastor Troy, Tupac Shakur, 50 Cent, Dozia Slim, Blac Haze, Guru von den Gang Starr und Skull Duggery. Ebenfalls arbeitete er zusammen mit Lil’ Flip an dessen Album Game Over.

## Biografie
White Dawg wurde in Alabama geboren, Sein Vater war der Studiomusiker Billy Alsbrooks Sr. Als Teenager zog er nach Miami-Dade County. Sein Versuch war es, seine Aufnahmen in einem kleinen Plattenladen (Kotam Stereo) auf dem Flohmarkt in Oakland Park abzugeben. So kam er auch zu seinem Künstlernamen, denn da er der einzige weiße Angestellte in dem Plattenladen war, wurde er White Dawg genannt.
Schließlich arbeitete er für Kotam als Musikkäufer. Seine ersten Aufnahmen wurden am Art Institute of Fort Lauderdale gemacht. Zusätzlich machte er Aufnahmen in einem Studio eines Freundes von Kotam. Seine erste Single war I Wanna Lick the Pussy (1994), welcher ohne Radioübertragungen ein regionaler Hit in Diskotheken wurde.
Seine Folgesingle Restless wurde im Jahr 1999 veröffentlicht und erreichte Platz 18 in den Billboard-Rap-Charts. Danach wurde Thug Ride herausgegeben.
Nach relativem Erfolg (für ein unabhängig veröffentlichtes Album) von Thug Ride arbeitete White Dawg mit Pastor Troy an der Single FL Boy und veröffentlichte das Folgealbum Animosity.
Zu dieser Zeit bekam White Dawg einige Anfragen von verschiedenen Plattenlabeln, darunter Def Jam, Epic Records und EMI. Jedoch unterschrieb er bei keinem und blieb weiter underground.

## Musikstil
Musikalisch handelt es sich bei White Dawgs Rapstil um Crunk. Dazu passt auch sein Südstaaten-Akzent. Kritisiert wurde er für den häufigen und unreflektierten Gebrauch des Wortes „Nigga“ und einigen sexistischen Textpassagen.

## Diskografie
Alben
- 1999: Thug Ride
- 2002: Animosity
- 2004: Bonified Platinum
- 2006: ME vs. ME

Singles
- 2006: U Don't Want None (Remix) (featuring Lil' Jon und Petey Pablo)
- 2007: Right Here